# Thyateira
Koordinaten: 38° 55′ N, 27° 50′ O
Thyateira (teils auch als Thyatira bezeichnet; altgriechisch τά Θυάτειρα), das heutige Akhisar in der Türkei, war in der Antike eine bedeutende Handels- und Industriestadt in der kleinasiatischen Landschaft Lydien. Sie lag im Lykostal, an der Straße von Pergamon nach Sardes.

## Geschichte
Der Name Thyateiras deutet darauf, dass es ursprünglich eine lydische Siedlung war. Während des Hellenismus, nach 281 v. Chr., siedelte Seleukos I. dort Militärkolonisten an. Die Stadt blieb etwa hundert Jahre, bis 188 v. Chr., unter seleukidischer Kontrolle und geriet dann in die Hand des Attaliden Eumenes II. von Pergamon. Mit dessen gesamtem Reich gelangte Thyateira nach dem Aristonikosaufstand 129 v. Chr. an Rom und gehörte fortan zur Provinz Asia.

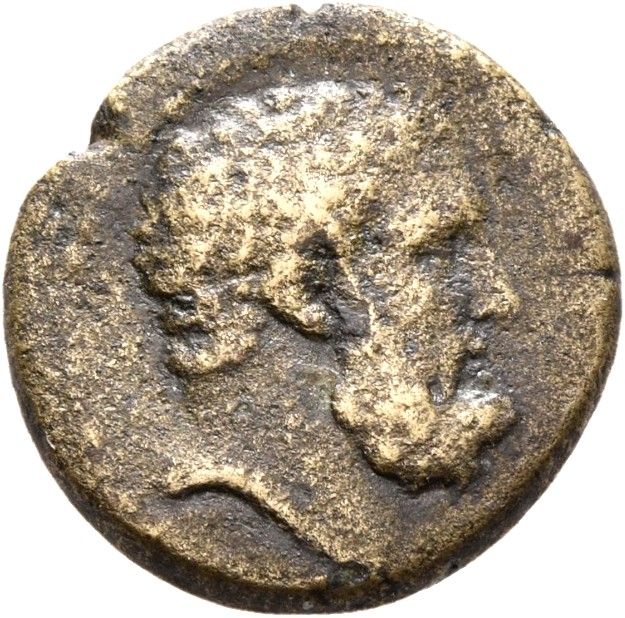
Münze aus Thyateira, ca. 54–96 n. Chr., Vorderseite

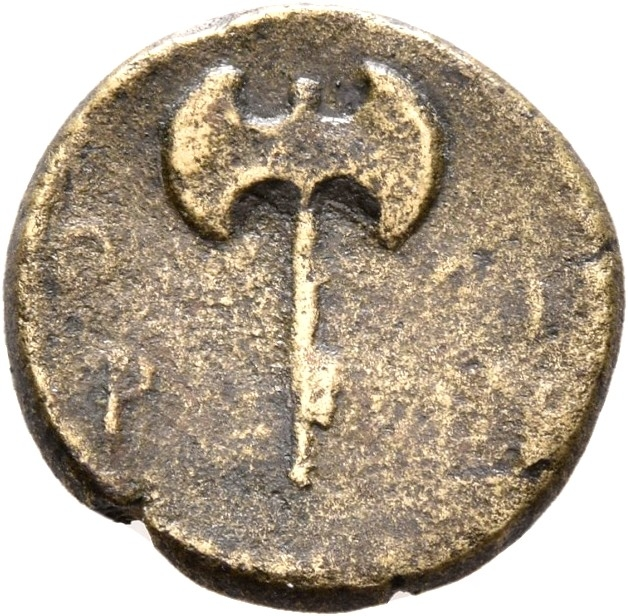
Münze aus Thyateira, ca. 54–96 n. Chr., Rückseite

Thyateira war für seine Textilindustrie und Purpurfärberei bekannt, die mehrmals inschriftlich belegt ist. Kaiser Caracalla erhob die Stadt 215 zum Vorort eines eigenen conventus iuridicus, nachdem sie bisher zur Gerichtsregion von Pergamon gehört hatte. Seit 297 gehörte Thyateira zur Provinz Lydia, in byzantinischer Zeit zum Thema von Thrakesion. In der Schlacht von Thyatira besiegte Kaiser Valens im Frühjahr 366 den Usurpator Procopius.

## Frühes Christentum
Im Neuen Testament begegnet man Thyateira in der Apostelgeschichte (Apg) 16,14 und der Offenbarung 1,11; 2,18.24.
Apg 16,14 f. enthält einen singulären Verweis auf eine aus Thyateira stammende Purpurhändlerin namens Lydia, die sich als erste in Europa von Paulus mit ihrem ganzen Haus taufen ließ. Dass diese Episode ursprünglich als Gründungslegende der christlichen Gemeinde in Thyateira zu lesen ist, ist wenig wahrscheinlich.
Ungleich gewichtiger ist die Erwähnung Thyateiras in der Offenbarung des Johannes. Die christliche Gemeinde ist die Empfängerin des vierten der sieben Sendschreiben an kleinasiatische Gemeinden (Offb 2,18-29). Neben dem Lob für die Gemeinde, in ihrem geistlichen Leben nicht ab-, sondern zugenommen zu haben (2,19), steht freilich auch hier der Tadel: Es gibt in der Gemeinde eine Gruppierung, gegen die die Gemeinde sich nur unzureichend abgrenzt (2,20). Diese Gruppe steht unter der Leitung einer selbsternannten Prophetin, die wegen ihrer verderblichen Wirkung mit dem Namen der alttestamentlichen Königin Isebel (vgl. 1. Kön 16-2. Kön 9) bezeichnet wird: Sie verführt Teile der Gemeinde zu „Hurerei“ und zum Verzehr von Götzenopferfleisch.
Dieser Vorwurf ist identisch mit dem an die Gemeinde in Pergamon (2,14) und wird dort auf „Nikolaiten“ (2,15; vgl. 2,6) bezogen. Diese offenkundig häretische Gruppierung ist nur aus der Offenbarung bekannt und daher nur schwer näher zu beschreiben oder gar zu identifizieren. Jedenfalls scheint es sich um eine libertinistische Gruppe gehandelt zu haben, unter der Leitung einer prophetischen Frau, möglicherweise um eine Erscheinungsform der frühen Gnosis.
Die patristische Tradition führt die Bezeichnung „Nikolaiten“ auf den in der Apostelgeschichte erwähnten Nikolaos von Antiochien (6,5) zurück, einen der Jerusalemer Sieben. Möglicherweise enthält diese Erinnerung einen historischen Kern, sicher erweisbar ist auch dies nicht.
In der frühen Kirchengeschichte spielt Thyateira eine wichtige Rolle als ein Zentrum des Montanismus (Epiphanios, Haereses 51,33).
Der Name besteht als orthodoxes Titularbistum fort. Als Metropolit von Thyateira wird der für die Britischen Inseln zuständige griechisch-orthodoxe Bischof mit Sitz in London bezeichnet. Auch die katholische Kirche hat ein Titularbistum dieses Namens.

## Grabungsgelände

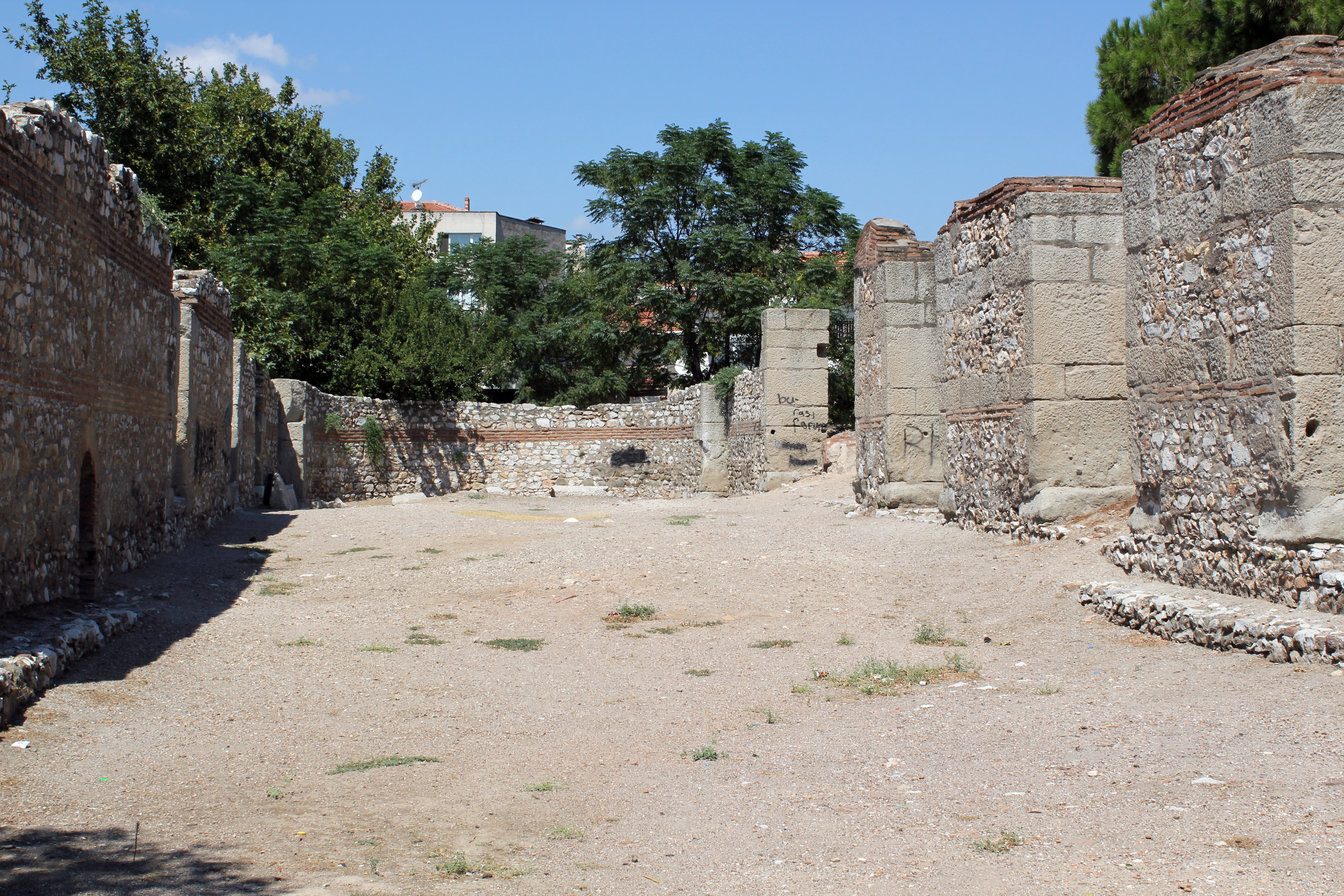
Basilika

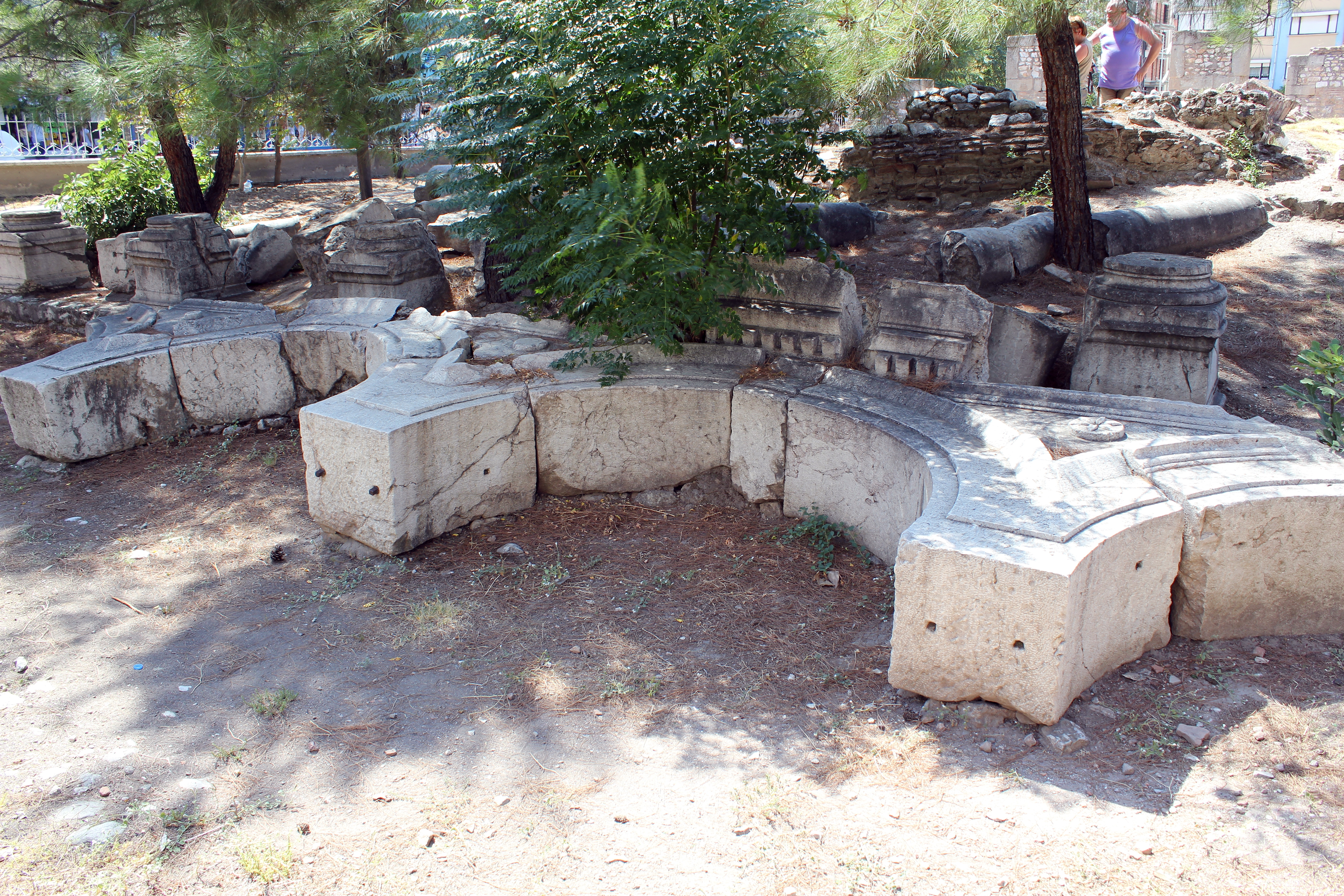
Arkaden

In Thyateira sind 1974–1975 umfangreiche Ausgrabungen durchgeführt worden. Das Grabungsgelände liegt in einem umzäunten Rechteck im Zentrum der Stadt Akhisar. Zu sehen sind Ruinen einer Basilika aus dem 5. oder 6. Jahrhundert an der Stelle der früheren Agora sowie Reste von Säulenstraßen und Arkaden aus dem 4. Jahrhundert. Von den zahlreichen gefundenen Inschriften ist ein Teil ins Museum von Manisa verbracht worden.